# Nagorsk
Nagorsk è una cittadina della Russia europea centro-settentrionale, situata nella oblast' di Kirov; appartiene amministrativamente al rajon Nagorskij, del quale è il capoluogo.
Si trova nella parte settentrionale della oblast', alla confluenza dei fiumi Vjatka e Kobra.